# Општина Параћин
Општина Параћин се налази средишњем делу републике Србије и припада Поморавском управном округу. Сачињава је 35 насељених места, а њено седиште је смештено у Параћину. Према подацима са последњег пописа 2022. године у општини је живело 45.543 становника (према попису из 2011. било је 54.242 становника).

## Насеља
Општина Параћин се састоји од 35 насеља. Највеће и једино градско насеље на територији општине је Параћин, а поред њега једина са преко хиљаду становника су Стрижа, Дреновац, Доње Видово, Стубица, Текија и Буљане. Најмање и једино насеље са мање од сто становника је Сисевац.
| Насеље          | Број становника | Број становника | Промена (%) |
| Насеље          | Попис 2011.     | Попис 2022.     | Промена (%) |
| --------------- | --------------- | --------------- | ----------- |
| Бошњане         | 914             | 709             | -22,43%     |
| Буљане          | 1.336           | 1.108           | -17,07%     |
| Бусиловац       | 883             | 676             | -23,44%     |
| Главица         | 1.075           | 889             | -17,30%     |
| Голубовац       | 211             | 155             | -26,54%     |
| Горња Мутница   | 606             | 467             | -22,94%     |
| Горње Видово    | 781             | 595             | -23,82%     |
| Давидовац       | 426             | 312             | -26,76%     |
| Доња Мутница    | 944             | 731             | -22,56%     |
| Доње Видово     | 1.709           | 1.357           | -20,60%     |
| Дреновац        | 1.838           | 1.545           | -15,94%     |
| Забрега         | 1.008           | 778             | -22,82%     |
| Извор           | 799             | 502             | -37,17%     |
| Клачевица       | 542             | 468             | -13,65%     |
| Крежбинац       | 452             | 376             | -16,81%     |
| Лебина          | 583             | 461             | -20,93%     |
| Лешје           | 346             | 280             | -19,08%     |
| Мириловац       | 610             | 509             | -16,56%     |
| Параћин         | 25.104          | 22.349          | -10,97%     |
| Плана           | 1.144           | 877             | -23,34%     |
| Поповац         | 621             | 475             | -23,51%     |
| Поточац         | 1.096           | 875             | -20,16%     |
| Ратаре          | 544             | 461             | -15,26%     |
| Рашевица        | 994             | 768             | -22,74%     |
| Својново        | 1.233           | 959             | -22,22%     |
| Сикирица        | 921             | 719             | -21,93%     |
| Сињи Вир        | 224             | 167             | -25,45%     |
| Сисевац         | 15              | 14              | -6,67%      |
| Стрижа          | 1.880           | 1.571           | -16,44%     |
| Стубица         | 1.589           | 1.266           | -20,33%     |
| Текија          | 1.266           | 1.121           | -11,45%     |
| Трешњевица      | 894             | 650             | -27,29%     |
| Чепуре          | 762             | 658             | -13,65%     |
| Шавац           | 516             | 403             | -21,90%     |
| Шалудовац       | 376             | 292             | -22,34%     |
| Општина Параћин | 54.242          | 45.543          | -16,04%     |

## Познате личности
- Милојко Лешјанин
- Илија Гојковић
- Тома Живановић

## Галерија
- Црква Свете Тројице
- Хотел Петрус
- Манастир Намасија
- Манастир Свете Петке Изворске
- Црква Свете Петке у Забреги
- Манастир Пресвете Богородице у Лешју